# Sân vận động Dragão
Sân vận động Dragão (tiếng Bồ Đào Nha: Estádio do Dragão; phát âm tiếng Bồ Đào Nha: [(ɨ)ˈʃtaðju ðu ðɾɐˈɣɐ̃w]) là một sân vận động bóng đá toàn chỗ ngồi ở Porto, Bồ Đào Nha. Đây là sân nhà của FC Porto từ năm 2003. Sân có sức chứa 50.033 chỗ ngồi, trở thành sân vận động bóng đá lớn thứ ba ở Bồ Đào Nha.
Được thiết kế bởi kiến trúc sư người Bồ Đào Nha Manuel Salgado, sân vận động được xây dựng để thay thế sân cũ của Porto, Sân vận động Antas, đồng thời trở thành một trong những địa điểm tổ chức giải đấu vòng chung kết Giải vô địch bóng đá châu Âu 2004. Lễ khánh thành diễn ra vào ngày 16 tháng 11 năm 2003 với trận giao hữu với Barcelona, lập kỷ lục 52.000 khán giả dự khán.
Là sân vận động hạng 4 của UEFA, sân đã tổ chức một số trận thi đấu quốc tế của các câu lạc bộ và đội tuyển quốc gia, bao gồm trận chung kết giải vô địch bóng đá các quốc gia châu Âu 2019 và trận chung kết UEFA Champions League 2021.

## Xây dựng và khánh thành
Công trình xây dựng bắt đầu vào cuối năm 2001 và hoàn thành vào tháng 11 năm 2003, vài tháng sau những gì dự kiến, kể từ tháng 2 năm 2002, thị trưởng Porto Rui Rio đã thay đổi việc phân bổ bất động sản, chỉ trích kế hoạch bao gồm nhà ở quy mô lớn và mua sắm cho khu vực. Những hành động này đã buộc chủ tịch của FC Porto, Jorge Nuno Pinto da Costa, phải tạm dừng mọi hoạt động xây dựng, việc này chỉ được nối lại sau khi đạt được sự đồng thuận.
Được thiết kế bởi kiến trúc sư người Bồ Đào Nha Manuel Salgado và được xây dựng bởi nhà thầu Bồ Đào Nha Somague, nó có giá trị 97.755.318 euro, trong đó 18.430.956 euro được chính phủ trợ cấp. Để giúp thanh toán chi phí, mỗi khán đài mang một hoặc hai tên nhà tài trợ: Super Bock (phía nam), tmn (phía đông), meo (phía tây) và Coca-Cola (phía bắc). Các cổ động viên đội khách được xếp ở góc bên phải của tầng trên khán đài phía đông, trong khi các nhóm Ultras ở nhà, Super Dragões và Colectivo Ultras 95, lần lượt chiếm khán đài phía nam và khán đài phía bắc, giống như trên sân vận động cũ.
Sân vận động được khánh thành vào ngày 16 tháng 11 năm 2003, trong trận đấu với FC Barcelona, có trận ra mắt của cầu thủ 16 tuổi Lionel Messi trong màu áo đội bóng Tây Ban Nha. Porto thắng 2–0 với các bàn thắng của Derlei và Hugo Almeida. Tuy nhiên, do những vấn đề nghiêm trọng về mặt sân, Porto buộc phải trở lại và thi đấu ở Sân vận động Antas cũ, cho đến khi sân cỏ được trồng lại vào giữa tháng 2 năm 2004.
Sân vận động được đặc trưng bởi một khung hình azulejo có diện tích 21 000 mét vuông.

## Tên gọi
Trước khi khánh thành, tên của sân vận động đã được tranh luận nội bộ giữa các thành phần của chính quyền Porto, với nhiều lựa chọn thay thế khác nhau được xem xét, chẳng hạn như giữ lại tên cũ, Sân vận động Antas (chính thức, không giống như sân vận động cũ), hoặc đặt tên sân theo tên một số câu lạc bộ những nhân vật lịch sử lớn nhất như cựu danh thủ Artur de Sousa Pinga, huấn luyện viên José Maria Pedroto hay chủ tịch Jorge Nuno Pinto da Costa, người sau này, người có nhiều sự đồng thuận nhất nhưng đã bị chính tổng thống bãi nhiệm. Sau một thời gian cân nhắc, cái tên Sân vận động Dragão đã được tiết lộ cho công chúng.
"Con Rồng là biểu tượng của chúng tôi và quốc huy của thành phố, không có gì tốt hơn để tượng trưng cho sức mạnh và sức sống của FC Porto, cũng không phải là sự chắc chắn về tương lai của chúng tôi. Không có cái tên nào truyền tải về mặt thần thoại hay ý thức hệ. những cuộc chinh phục như của Rồng."— Pinto da Costa, nói về tên sân vận động (tháng 5 năm 2003)

## Các trận đấu quốc tế

### Các trận đấu của đội tuyển bóng đá quốc gia Bồ Đào Nha
Các trận đấu của đội tuyển quốc gia được tổ chức tại sân vận động:
| #   | Ngày                 | Kết quả | Đối thủ     | Giải đấu                              |
| --- | -------------------- | ------- | ----------- | ------------------------------------- |
| 1.  | 12 tháng 6 năm 2004  | 1–2     | Hy Lạp      | Vòng bảng Euro 2004                   |
| 2.  | 12 tháng 10 năm 2005 | 3–0     | Latvia      | Vòng loại World Cup 2006              |
| 3.  | 21 tháng 11 năm 2007 | 0–0     | Phần Lan    | Vòng loại Euro 2008                   |
| 4.  | 28 tháng 3 năm 2009  | 0–0     | Thụy Điển   | Vòng loại World Cup 2010              |
| 5.  | 8 tháng 10 năm 2010  | 3–1     | Đan Mạch    | Vòng loại Euro 2012                   |
| 6.  | 7 tháng 10 năm 2011  | 5–3     | Iceland     | Vòng loại Euro 2012                   |
| 7.  | 16 tháng 10 năm 2012 | 1–1     | Bắc Ireland | Vòng loại World Cup 2014              |
| 8.  | 29 tháng 5 năm 2016  | 3–0     | Na Uy       | Giao hữu                              |
| 9.  | 5 tháng 6 năm 2019   | 3–1     | Thụy Sĩ     | Bán kết Nations League 2019           |
| 10. | 9 tháng 6 năm 2019   | 1–0     | Hà Lan      | Chung kết Nations League 2019         |
| 11. | 5 tháng 9 năm 2020   | 4–1     | Croatia     | Vòng bảng UEFA Nations League 2020-21 |

### Giải vô địch bóng đá châu Âu 2004
Được xây dựng để trở thành một trong những địa điểm của Giải vô địch bóng đá châu Âu 2004, nơi đây đã tổ chức trận đấu khai mạc giữa chủ nhà Bồ Đào Nha và đội chiến thắng cuối cùng là Hy Lạp, cũng như ba trận đấu vòng bảng, một trận tứ kết và một trận bán kết.
| Ngày                | Thời gian (WEST) | Đội #1     | Kết quả    | Đội #2    | Vòng    | Khán giả |
| ------------------- | ---------------- | ---------- | ---------- | --------- | ------- | -------- |
| 12 tháng 6 năm 2004 | 17:00            | Bồ Đào Nha | 1–2        | Hy Lạp    | Bảng A  | 48.761   |
| 15 tháng 6 năm 2004 | 19:45            | Đức        | 1–1        | Hà Lan    | Bảng D  | 48.197   |
| 18 tháng 6 năm 2004 | 19:45            | Ý          | 1–1        | Thụy Điển | Bảng C  | 44.926   |
| 27 tháng 6 năm 2004 | 19:45            | Séc        | 3–0        | Đan Mạch  | Tứ kết  | 41.092   |
| 1 tháng 7 năm 2004  | 19:45            | Hy Lạp     | 1–0 (h.p.) | Séc       | Bán kết | 42.449   |

### Vòng chung kết giải vô địch bóng đá các quốc gia châu Âu 2019
Một trong những địa điểm của Vòng chung kết giải vô địch bóng đá các quốc gia châu Âu 2019.
| Ngày               | Thời gian (WEST) | Đội #1     | Kết quả | Đội #2  | Vòng      | Khán giả |
| ------------------ | ---------------- | ---------- | ------- | ------- | --------- | -------- |
| 5 tháng 6 năm 2019 | 19:45            | Bồ Đào Nha | 3–1     | Thụy Sĩ | Bán kết   | 42.415   |
| 9 tháng 6 năm 2019 | 19:45            | Bồ Đào Nha | 1–0     | Hà Lan  | Chung kết | 43.199   |

## Sử dụng cho hoạt động khác

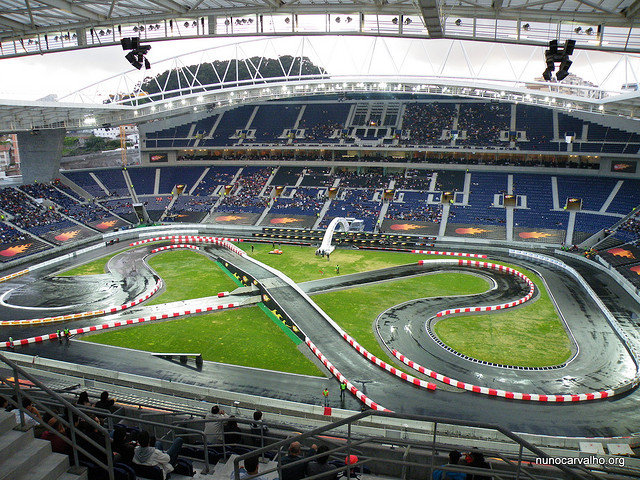
Mặt sân của sân vận động được chuyển đổi thành đường đua cho Chung kết ROC khu vực Nam Âu

Một nguồn thu nhập chính do cơ sở hạ tầng cung cấp là khả năng kiếm tiền được lập kế hoạch từ việc tổ chức các sự kiện ngoài các trận đấu bóng đá thông thường. Những điều đó kéo dài từ các cuộc họp kinh doanh, đại hội, hội nghị thượng đỉnh, lễ hội, hội chợ triển lãm và các giải đấu thể thao khác. Ví dụ, ủy ban ROC đã chọn sân vận động để tổ chức Chung kết Race of Champions 2009 khu vực Nam Âu, do đó, sân cỏ đã được chuyển đổi thành sân nhựa để phục vụ cuộc đua. Hội nghị thượng đỉnh ESSMA 2019 cũng đáng chú ý khi có sự tham gia của một số câu lạc bộ, liên đoàn và đại diện liên đoàn tại địa điểm để thảo luận các vấn đề về sự phát triển và xu hướng của ngành công nghiệp bóng đá.
Ngoài ra, thông qua các nhà quảng bá âm nhạc khác nhau và các công ty tổ chức sự kiện chuyên biệt, sân vận động đã trở thành địa điểm tổ chức buổi hòa nhạc cho bốn lịch trình lưu diễn quốc tế từ các nghệ sĩ âm nhạc được công nhận cùng với các tiết mục mở màn được chọn.
| Ngày                | Người biểu diễn                             | Chuyến lưu diễn/Sự kiện | Khán giả | Tham khảo |
| ------------------- | ------------------------------------------- | ----------------------- | -------- | --------- |
| 12 tháng 8 năm 2006 | The Rolling Stones The Dandy Warhols        | A Bigger Bang Tour      | 47.801   | [ 12 ]    |
| 18 tháng 5 năm 2012 | Coldplay Marina and the Diamonds / Rita Ora | Mylo Xyloto Tour        | 52.457   | [ 13 ]    |
| 10 tháng 6 năm 2013 | Muse We Are the Ocean                       | The 2nd Law World Tour  | 45.000   | [ 14 ]    |
| 13 tháng 7 năm 2014 | One Direction D.A.M.A                       | Where We Are Tour       | 45.001   | [ 15 ]    |

## Tiếp cận và giao thông
Có thể tiếp cận bằng phương tiện thông qua VCI (Via de Cintura Interna), một con đường đi qua ngay cạnh sân vận động, cho phép kết nối trực tiếp. Trong trường hợp xuất phát từ trung tâm thành phố, lái xe xuống đường chính Alameda da Antas là một tuyến đường khả thi khác để đến sân. Mặc dù vậy, khuyến nghị là sử dụng các phương tiện giao thông công cộng, dẫn đến việc di chuyển công cộng xung quanh sân tốt hơn. Có nhà ga riêng kết hợp với cơ sở hạ tầng, tàu điện ngầm hoạt động như con đường chính để đến sân vận động, với các tuyến khác nhau nối các khu vực thành phố khác nhau và kết nối trực tiếp đến Sân bay quốc tế Francisco Sá Carneiro. Ngoài ra, dịch vụ xe buýt STCP cũng cấp các tuyến đường cho mục đích và có 150 điểm đỗ xe đạp.
| Giao thông    | Tuyến       | Ga / Tuyến đường                           |
| ------------- | ----------- | ------------------------------------------ |
| Tàu điện ngầm | Porto Metro | Sân vận động Dragão ⇄ Senhor de Matosinhos |
| Tàu điện ngầm | Porto Metro | Sân vận động Dragão ⇄ Póvoa de Varzim      |
| Tàu điện ngầm | Porto Metro | Sân vận động Dragão ⇄ Sân bay              |
| Tàu điện ngầm | Porto Metro | Fânzeres ⇄ Senhora da Hora                 |
| Bus           | 401         | Bolhão (Mercado) ⇄ S. Roque                |
| Bus           | 806         | Marquês ⇄ Av. Carvalha (Via Portelinha)    |